# Efraim II da Geórgia
Efraim II (em georgiano:  ეფრემ II, Eprem; 19 Outubro 1896 – 7 Abril 1972) foi um católico de Toda a Geórgia de 1960 até sua morte em 1972. Seu título completo era Sua Santidade e Beatitude, Arcebispo de Misqueta-Tiblíssi e Patriarca-Católico de Toda a Geórgia.
Nascido Grigol Sidamonidze, o futuro prelado graduado do Seminário Teológico de Tiblíssi (em georgiano:  სასულიერო სემინარია) em 1918 e pela Universidade de Estatal de Tiblíssi e recebeu um diploma em filosofia em 1925. Ele tornou-se um monge em 1922, e várias vezes, desde 1927 a 1960 serviu como Arcebispo de Nikortsminda, bispo de Guelati e Cutáissi, e metropolita de Batumi-Shemokmedi e Chkondidi.

## Pontificado
Depois da morte do Melquisedeque III em 1960, Efraim foi eleito para o cargo de Patriarca-Católico da Geórgia. Durante seu pontificado, Efraim tentou evitar alguns confrontos e polémicas com o governo soviético e produziu uma série de sermões, a maioria apelando para o patriotismo georgiano, pelo qual ganhou bastante popularidade. Ao mesmo tempo cultivou relações amigáveis com a Igreja Ortodoxa Russa e a Igreja Apostólica Armena e, em 1962, trouxe a Igreja Georgiana para o Concelho mundial de igrejas (no qual fez parte até 1997).

## Morte
ele faleceu em 1972 e foi enterrado na Catedral da Dormição de Sioni, Tiblíssi.